# 姜恩之
姜 恩之（きょう おんし、1888年 – 没年不詳）は、中華民国・満洲国の官僚。別号は澤仁。

## 事績
北京朝陽大学政経科を卒業。濛江、樺甸、楡樹の各県県知事を歴任する。1933年（大同2年）、満洲国で専売総署署長に就任し、1937年（康徳4年）に行政改革を経て専売総局長に重任した。1938年（康徳5年）7月28日、錦州省長となり、1941年（康徳8年）10月11日までつとめた。その後、1943年（康徳10年）8月時点では、満洲重工業開発株式会社監事に就任していることが確認できる。
1943年9月以降における姜恩之の動向は不詳となっている。

## 注
1. 1 2 3  帝国秘密探偵社編(1940)、「満洲」53頁。
2. 1 2 3 4  尾崎監修(1940)、14頁。
3. ↑  満洲国史編纂委員会編(1956)、89頁。
4. ↑  満洲国史編纂委員会編(1956)、137頁。
5. ↑  ダイヤモンド社編『ポケット会社要覧 昭和十九年版』278-279頁。
6. ↑  その一方で、帝国秘密探偵社編(1943)には、姜恩之の名前が見当たらない。